# Eric Chase
 (janvier 2019).
Si vous disposez d'ouvrages ou d'articles de référence ou si vous connaissez des sites web de qualité traitant du thème abordé ici, merci de compléter l'article en donnant les références utiles à sa vérifiabilité et en les liant à la section « Notes et références ».
Eric Chase est un DJ allemand. Il a produit et remixé de nombreux titres.

## Productions
- A Night Like This

## Remixes
- Michael Gray : The Weekend
- Jasper Forks : River Flows In You